# Mining and Scientific Press
Mining and Scientific Press (abreviado Mining Sci. Press) es una revista con ilustraciones y descripciones botánicas que fue editada en los Estados Unidos desde 1860 hasta 1922. Se publicaron 124 números.